# Клубеничне Поле
Клубе́ничне Поле (рос. Клубеничное Поле, марій. Шем почиҥга) — присілок у складі Сернурського району Марій Ел, Росія. Входить до складу Казанського сільського поселення.

## Населення
Населення — 42 особи (2010; 43 у 2002).
Національний склад (станом на 2002 рік):
- марі — 72 %
- росіяни — 26 %